# Грбе
Грбе је насеље у општини Даниловград у Црној Гори. Према попису из 2003. било је 555 становника (према попису из 1991. било је 519 становника).

## Демографија
У насељу Грбе живи 412 пунолетних становника, а просечна старост становништва износи 35,0 година (34,2 код мушкараца и 35,8 код жена). У насељу има 152 домаћинства, а просечан број чланова по домаћинству је 3,64.
Становништво у овом насељу веома је хетерогено, а у последња три пописа, примећен је пораст у броју становника.
|  |

| Демографија | Демографија | Демографија |
| Година      | Становника  | Становника  |
| ----------- | ----------- | ----------- |
|             |             |             |
|             |             |             |
|             |             |             |
|             |             |             |
| 1948.       | 220         |             |
| 1953.       | 211         |             |
| 1961.       | 414         |             |
| 1971.       | 475         |             |
| 1981.       | 510         |             |
| 1991.       | 519         | 518         |
| 2003.       | 557         | 555         |
|             |             |             |

| Етнички састав према попису из 2003.‍ | Етнички састав према попису из 2003.‍ | Етнички састав према попису из 2003.‍ | Етнички састав према попису из 2003.‍ | Етнички састав према попису из 2003.‍ |
| ------------------------------------ | ------------------------------------ | ------------------------------------ | ------------------------------------ | ------------------------------------ |
|                                      |                                      |                                      |                                      |                                      |
| Црногорци                            | Црногорци                            |                                      | 337                                  | 60,72%                               |
| Срби                                 | Срби                                 |                                      | 159                                  | 28,64%                               |
| Муслимани                            | Муслимани                            |                                      | 2                                    | 0,36%                                |
| Хрвати                               | Хрвати                               |                                      | 1                                    | 0,18%                                |
| Руси                                 | Руси                                 |                                      | 1                                    | 0,18%                                |
| непознато                            | непознато                            |                                      | 54                                   | 9,72%                                |

| Година пописа     | 1948. | 1953. | 1961. | 1971. | 1981. | 1991. | 2003. |
| ----------------- | ----- | ----- | ----- | ----- | ----- | ----- | ----- |
| Број домаћинстава | 56    | 54    | 105   | 107   | 126   | 137   | 152   |

| Број чланова      | 1   | 2  | 3  | 4  | 5  | 6  | 7  | 8 | 9 | 10 и више | Просек |
| ----------------- | --- | -- | -- | -- | -- | -- | -- | - | - | --------- | ------ |
| Број домаћинстава | 152 | 26 | 22 | 18 | 40 | 26 | 11 | 7 | 0 | 0         | 2      |

| Пол    | Укупно | Неожењен/Неудата | Ожењен/Удата | Удовац/Удовица | Разведен/Разведена | Непознато |
| ------ | ------ | ---------------- | ------------ | -------------- | ------------------ | --------- |
| Мушки  | 224    | 79               | 137          | 4              | 2                  | 2         |
| Женски | 211    | 50               | 141          | 19             | 1                  | 0         |
| УКУПНО | 435    | 129              | 278          | 23             | 3                  | 2         |

| Пол    | Укупно                    | Пољопривреда, лов и шумарство | Рибарство                            | Вађење руде и камена | Прерађивачка индустрија       |
| ------ | ------------------------- | ----------------------------- | ------------------------------------ | -------------------- | ----------------------------- |
| Мушки  | 92                        | 4                             | 0                                    | 0                    | 16                            |
| Женски | 60                        | 5                             | 0                                    | 0                    | 6                             |
| УКУПНО | 152                       | 9                             | 0                                    | 0                    | 22                            |
| Пол    | Производња и снабдевање   | Грађевинарство                | Трговина                             | Хотели и ресторани   | Саобраћај, складиштење и везе |
| Мушки  | 3                         | 2                             | 6                                    | 4                    | 8                             |
| Женски | 2                         | 1                             | 11                                   | 2                    | 4                             |
| УКУПНО | 5                         | 3                             | 17                                   | 6                    | 12                            |
| Пол    | Финансијско посредовање   | Некретнине                    | Државна управа и одбрана             | Образовање           | Здравствени и социјални рад   |
| Мушки  | 0                         | 1                             | 34                                   | 2                    | 1                             |
| Женски | 3                         | 3                             | 9                                    | 4                    | 6                             |
| УКУПНО | 3                         | 4                             | 43                                   | 6                    | 7                             |
| Пол    | Остале услужне активности | Приватна домаћинства          | Екстериторијалне организације и тела | Непознато            | Непознато                     |
| Мушки  | 6                         | 0                             | 0                                    | 5                    | 5                             |
| Женски | 4                         | 0                             | 0                                    | 0                    | 0                             |
| УКУПНО | 10                        | 0                             | 0                                    | 5                    | 5                             |